# Caffrolix johani
Caffrolix johani är en insektsart som beskrevs av Davies 1988. Caffrolix johani ingår i släktet Caffrolix och familjen dvärgstritar. Inga underarter finns listade i Catalogue of Life.